# Montville, Connecticut
Montville är en kommun (town) i New London County, Connecticut, USA med cirka 18 546 invånare (2000).

## Kända personer
- James Hillhouse, politiker.
- Oliver H. Prince, politiker, advokat och publicist.